# В скафандре над планетой
 «В скафандре над планетой»  — советский документальный фильм Центральной студии документальных фильмов; создан в 1965 году.

## Сюжет
Фильм рассказывает о первом в мире выходе человека в открытое космическое пространство.
18 марта 1965 года в Советском Союзе на орбиту вокруг Земли был выведен космический корабль-спутник «Восход-2», пилотируемый экипажем в составе: командира корабля летчика-космонавта полковника Беляева П. И. и второго пилота лётчика-космонавта подполковника Леонова А. А.
Космонавт Алексей Леонов совершил выход из космического корабля и провёл в открытом космосе 12 минут 9 секунд.
В фильм вошли документальные кадры выхода человека в космос, снятые экипажем космического корабля, а также кадры прямой телевизионной передачи из космоса и материалы кинохроники приземления космонавтов в районе города Перми.

## Съёмочная группа
- Режиссёр: М. Славинская
- Операторы: Беляев П. И., Леонов А. А.

## Интересные факты
- При создании фильма были использованы кадры 3-минутной киносъёмки в открытом космосе специальной кинокамерой С-97, установленной на внешней поверхности корабля[1]. Запланированная для Алексея Леонова фотосъёмка миниатюрной фотокамерой «Аякс»[2] не состоялась, так как из-за деформации скафандра он не смог дотянуться до манипулятора фотокамеры (по другим сведениям, манипулятор был повреждён при выходе из космического корабля)[1].
- Первым иностранным государством, в котором в апреле 1965 года демонстрировался фильм «В скафандре над планетой», стала Франция[3].
- В марте 1965 года издательством Агентство печати «Новости» была выпущена одноимённая книга на русском и английском языках «В скафандре над планетой»/«Walk into space», иллюстрированная фотографиями А. Леонова. Книга вышла оперативно. Сдана в набор 19 марта, сразу же после приземления космонавтов, и подписана к печати 22 марта 1965 года[4].